# Povljana
Povljana es un municipio de Croacia en el condado de Zadar.

## Geografía
Se encuentra a una altitud de 27 m s. n. m. a 300 km de la capital nacional, Zagreb.

## Demografía
En el censo 2011 el total de población del municipio fue de 759 habitantes.
| Gráfica de población de Povljana 1857-2011                          |
|                                                                     |
| Según los censos de población de la oficina estadística de Croacia. |